# 目代邦康
目代 邦康（もくだい くにやす、1971年 - ）は、日本の自然地理学者。専門は、地形学、自然地理学、自然保護論。東北学院大学地域総合学部准教授。

## 経歴
神奈川県大和市生まれ。神奈川県立厚木高等学校を経て、東京学芸大学教育学部中等教育教員養成課程社会科教育専攻地理学専修を卒業。1998年に同大学院教育学研究科修士課程を修了し、修士（教育学）の学位を取得。同年、京都大学大学院理学研究科博士後期課程地球惑星科学専攻（地球物理学分野）に進み、2002年に「トップリングタイプの岩盤クリープによる山体重力変形の地形学的研究」で京都大学より博士（理学）の学位を取得。
筑波大学陸域環境研究センター準研究員、産業技術総合研究所地質標本館テクニカルスタッフ、公益財団法人自然保護助成基金、日本ジオサービス株式会社代表取締役を経て、2019年より東北学院大学准教授を務める。
地形学、地生態学などの内容を、一般向け、子ども向けに解説する著作などで知られる。また、ジオパーク活動に関わる普及活動にも取り組んでおり、日本ジオパーク委員会や、日本地理学会ジオパーク対応委員会の委員を務める。

## おもな著書

### 単著
- 寒い地域のくらし、旺文社、2005年 - 小泉武栄・監修
- 地層のきほん：見方のポイントがよくわかる、誠文堂新光社、2011年
- 地形探検図鑑：大地のようすを調べよう、誠文堂新光社、2011年
- 地形観察ウォーキングガイド：地形を楽しむコースマップ付き、誠文堂新光社、2012年

### 編著
- 地層ってなんだろう 1 （観察しよう）、汐文社、2013年
- 地層ってなんだろう 2 （実験しよう）、汐文社、2014年
- 地層ってなんだろう 3 （歴史をしらべよう）、汐文社、2014年

### 共著
- （青木正博と共著）地層の見方がわかるフィールド図鑑：地層を見に行こう地形や鉱物を調べよう、誠文堂新光社、2008年
- （青木正博、澤田結基と共著）地形がわかるフィールド図鑑、誠文堂新光社、2009年

## 出演
- 日本列島誕生～大絶景に超低空で肉薄!～、NHK総合、2015年1月2日放送[7]